# Brachys granulicollis
Brachys granulicollis es una especie de escarabajo barrenador metálico del género Brachys, categorizada en la tribu Trachyini, de la subfamilia Agrilinae.

## Taxonomía
Fue descrita científicamente por Obenberger en 1941.
Tratamiento taxonómico
La especie aparece registrada y publicada en De sex generis Brachys speciebus novis (Col. Bupr.). ?est nových druhç krascç z rodu Brachys. Acta Entomologica Musaei Nationalis Pragae 19:154-157. (1941).